# Het dankbare vaderland
Het dankbare vaderland (ondertitel: Een straatlied met luisterbeelden) is een hoorspel van Detlef Müller. Otto, oder der Dank des Vaterlandes werd vertaald door G.A.M. Eickholt en door de KRO uitgezonden in het programma Dinsdagavondtheater op dinsdag 16 september 1969. De muziek werd gecomponeerd door Harry Geelen en uitgevoerd onder leiding van Rogier van Otterlo. De regisseur was Willem Tollenaar. De uitzending duurde 59 minuten.

## Rolbezetting
- Paul van der Lek (Otto)
- Sieto Hoving (krantenverkoper)
- Han König (Felix)
- Piet Römer (Obersturmführer)
- Hans Veerman (Willy)
- Peter Aryans (wachtmeester)
- Piet Ekel (agent)
- Willy Ruys (inspecteur)
- Nel Snel (hospita)
- Tonny Foletta (Wernicke)
- Huib Orizand (partij-ambtenaar)
- Wam Heskes (professor)
- Harry Bronk (kameraad)
- Dries Krijn (Liebegall)

## Inhoud
Brecht zou dit hoorspel een "Morität" noemen. Het is een satirisch stuk, "ingelegd" met cabaretachtige liedjes. Het begint in het Berlijn van 1930, algemene malaise, de opkomst van het nationaalsocialisme. De straat moet vrij, want de bruine Bataljone marcheren. Op een van die dagen valt een werkloze per ongeluk in een bouwput. Hij is dood. Hij heeft nooit met politiek van doen gehad, maar de volksopvoeders kunnen altijd wel een lijk gebruiken. Daarmee begint de groteske handeling die pas helemaal absurd wordt als ook de tegenpartij zich van de zo schielijk en argeloos overleden Otto Meyer gaat bedienen. Als de politiek het wil, kom je van de ene in de andere kist. Politiek is een abstract spelletje dat wordt gespeeld op de rug van de onderdaan, of zoals het in het slotkoraal luidt: "De mens heeft hier in deze tijd geen rechten meer op aarde. Pas als hij lijk geworden is, krijgt hij als mens z’n waarde."